# Super Doll Licca-chan
Super Doll Licca-chan (スーパードール★リカちゃん, Sūpā Dōru Rika-chan, literalmente, "Superboneca Licca") é uma série de anime exibida na TV Tokyo entre 1998 e 1999. Também foi publicado um mangá baseado no anime, pela Kodansha na revista Nakayoshi. A série conta a história de uma garota do primário, Licca Kayama, e os estranhos acontecimentos envolvendo sua origem, e a origem de sua protetora, Boneca Licca.
A série foi inspirada na famosa franquia de bonecas japonesas, "Licca-chan", criada por Miyako Maki, projetadas para expandir a linha de bonecas comuns, para uma nova linha de Figuras de ação, na qual não obteve sucesso.
Super Doll Licca-chan também foi exibido no Brasil, pelo canal pago Cartoon Network em novembro de 2002. Após ser exibida completamente no canal, foi reprisado poucas vezes. Também foi lançado um DVD da série pela Imagem Filmes, mas não passou do primeiro volume.